# Leptomastix citri
Leptomastix citri är en stekelart som beskrevs av Ishii 1928. Leptomastix citri ingår i släktet Leptomastix och familjen sköldlussteklar. Inga underarter finns listade i Catalogue of Life.